# Phyllobotryon
Phyllobotryon es un género con siete especies de plantas  perteneciente a la familia Salicaceae.

## Taxonomía
Phyllobotryon fue descrito por Johannes Müller Argoviensis y publicado en Flora 47: 534,  en el año 1864. La especie tipo es: Phyllobotryon spathulatum Müll. Arg. 

## Especies
- Phyllobotryon basiflorum
- Phyllobotryon bracteatum
- Phyllobotryon breviflorum
- Phyllobotryon lebrunii
- Phyllobotryon paradoxum
- Phyllobotryon soyauxianum
- Phyllobotryon spathulatum